# Heteroclinus equiradiatus
Heteroclinus equiradiatus är en fiskart som först beskrevs av Milward, 1960.  Heteroclinus equiradiatus ingår i släktet Heteroclinus och familjen Clinidae. Inga underarter finns listade i Catalogue of Life.